# Siculoamericani
I siculoamericani (in inglese Sicilian Americans, in siciliano sìculumiricani) sono italoamericani che hanno origini interamente o parzialmente siciliane, ovvero i cui antenati erano siciliani emigrati negli Stati Uniti durante la diaspora italiana, o persone nate in Sicilia e stabilitesi negli Stati Uniti d'America. Sono uno dei gruppi etnici più numerosi negli Stati Uniti.
Poiché l'emigrazione dalla Sicilia cominciò negli Stati Uniti soprattutto nella fine del XIX secolo e raggiunse il suo picco nel XX secolo in un'epoca in cui le differenze regionali erano ancora molto forti e marcate, sia dal punto di vista linguistico che etnico, molti degli emigrati italiani si riunirono (e tuttora si riuniscono) primariamente su base regionale piuttosto che nazionale. Oggi sono molti gli studi dedicati anche alla storia degli italoamericani distinta per i vari gruppi regionali, e il siciliano è la lingua più parlata dalla comunità dopo l'italiano. 
Si può parlare così di "siculoamericani" per indicare la folta comunità americana di origine siciliana.

## Storia
I primi siciliani venuti nel territorio che oggi è gli Stati Uniti furono nel XVII secolo esploratori e missionari. L'emigrazione siciliana negli Stati Uniti poi è cresciuta sensibilmente nel periodo che va dal 1880 al 1906, con circa 100 000 siciliani venuti negli Stati Uniti. Collegamenti diretti via mare partivano dai porti di Palermo e di Castellammare del Golfo.
Nel 1924, le restrizioni in materia di immigrazione hanno ridotto il numero di emigranti.
Oggi una grande porzione di immigrati siciliani è stabilita a New York, Miami, Orlando, Buffalo, Tampa, New Jersey, Chicago, Boston, Detroit, Philadelphia, Los Angeles, San Francisco, New Orleans e Milwaukee.
La comunità nel passato ha spesso affrontato stereotipi e discriminazioni ingiuste. In particolare, i siciliani venivano percepiti come "non completamente bianchi" ed etichettati come olive. Mentre questo loro status metteva in crisi il sistema razzista del Sud, sul piano nazionale diede origine a campagne d'odio che coinvolsero la società statunitense e la sua classe dirigente, anche ai più alti livelli. Negli stati del Nord, invece, i siciliani furono coinvolti nelle intense attività del movimento anarchico, socialista e nel Sicilianismo. Tuttavia, lo stereotipo più persistente legato ai siculoamericani è quello della mafia, visto che Cosa nostra statunitense nacque come un'associazione di mafiosi siciliani emigrati negli Stati Uniti alla fine del XIX secolo.
Molte sono le associazioni siculo americane negli USA come la National Sicilian American Foundation e la Sicilian Confederation of North America.